# 鄭善燁
鄭善燁（1956年6月21日—1979年12月13日）是韩国陸軍士兵。他在雙十二政變中為了阻擋一心會叛軍進入國防部大樓而陣亡殉國。

## 职业生涯
他于1956年6月21日出生在全罗南道灵岩郡金井面安老里，父亲郑顺南（音）和母亲韩全顺（音）育有三儿二女，他排行老四。他毕业于光州東新高等學校。1977年，他在朝鲜大学电气工程系读大二时应征入伍，在国防部任宪兵。
1979年12月13日，双十二政变期间，他与另一名士兵一同在陆军总部和国防部的地下掩体入口处执行守卫任务。当天大约2点10分，他抵抗了正在执行占领国防部任务的第1空降特战旅叛军， 随后被枪杀。第1空降旅当天的日志记录道：“掩体入口处的两名军警中，一人被捕，另一人逃入掩体并进行了还击，随后被杀。” 
1980年3月26日，他被安葬在汉城國立显忠院。韩国军政府，即新军部政府一开始拒绝将他安葬于此，理由是“他是反革命分子，不能安葬在国立公墓”。但在家属请愿后，他最终被允许安葬于显忠院。
2022年12月7日，根据同年3月总统军事事故调查委员会向国防部提出的“阵亡重审”要求，士兵郑善烨的死亡原因从“因公殉职”被重新归类为“战死”。

## 相關影視作品
- 首爾之春